# Dream Boys
Dream Boys és un grup musical ruandès de R&B format per Nemeye Platini (conegut com a Platini) i Claude Mujyanama (anomenat T.M.C.). El grup es va formar el 2009 i ha fet una gira per Ruanda i també per regions a països membres de la Comunitat de l'Àfrica Oriental, inclosa Uganda.

## Història
Platini i Mujyanama són amics des de la infantesa i són dos titulats universitaris. El duo compon les seves pròpies cançons, que són produïdes per professionals de l'estudi a Uganda i Ruanda. Treballen per a la discogràfica Kina Music.
Llur primer àlbum, Sinzika, fou editat en 2009 amb un gran èxit a Ruanda. El primer single de l'àlbum, Magorwa, va aconseguir popularitat a tot el país. El seu segon àlbum,  Isaano, va ser ben rebut però va obtenir una atenció menys popular que el seu debut. Un tercer àlbum, Uzambariza Mama, va ser editat en 2012. El duo també ha col·laborat amb altres artistes locals i regionals en nombrosos senzills, inclosos No one like me amb l'ugandès Eddie Kenzo, Nzagaruka amb el burundès T-Max, i Rwanda uri Nziza amb els ruandesos Kitoko, Urban Boyz, Riderman i l'ugandès Radio and Weasel. La banda considera als artistes ruandesos Miss Jojo i Tom Close com a inspiradors, així com l'artista de Tanzània Ali Kiba.

## Temes
La música de Dream Boys aborda temes relacionats amb els reptes de la seva vida quotidiana a Ruanda. La banda ha defensat públicament causes socials, inclosa una campanya de circumcisió masculina al districte de Ruhango per reduir la prevalença de la infecció per VIH.

## Premis
Dream Boys va quedar quart al concurs anual de talents Guma Guma Super Star as l'Estadi Amahoro l'agost de 2013. El duo ha guanyat nombrosos altres premis, inclòs un premi Pearl of Africa.